# Карл Карстенс
Карл Карстенс (нім. Karl Carstens; 14 грудня 1914, Бремен, — 30 травня 1992, Меккенгайм, Північний Рейн-Вестфалія) — німецький політик. У 1979–1984 роках обіймав посаду Федерального президента Німеччини.